# وست ولی (نیویورک)
وست ولی (به انگلیسی: West Valley) یک منطقهٔ مسکونی در ایالات متحده آمریکا است که در شهرستان کاتاراگوس، نیویورک واقع شده‌است. وست ولی ۵۱۸ نفر جمعیت دارد و ۴۶۴ متر بالاتر از سطح دریا واقع شده‌است.